# شيرويت حافظ
شيرويت حافظ (مواليد 3 فبراير 1967) هي سبّاحة مصرية بدأت، مع 5 لاعبات أخريات، المشاركة النسائية المصرية في الألعاب الأولمبية الصيفية من خلال أولمبياد 1984 في لوس أنجلوس. وهي أخت السباحة أيضًا نيفين حافظ.

## المشاركة الأولمبية
| الدورة | الحدث       | التمهيدي | التمهيدي | النهائي  | النهائي  |
| الدورة | الحدث       | الوقت    | الترتيب  | الوقت    | الترتيب  |
| ------ | ----------- | -------- | -------- | -------- | -------- |
| 1984   | 100 متر حرة | 1:02.78  | 40       | لم تتأهل | لم تتأهل |
| 1984   | 200 متر حرة | 2:16.11  | 33       | لم تتأهل | لم تتأهل |

## روابط خارجية
- شيرويت حافظ على موقع أوليمبيديا (الإنجليزية)